# Canal Guardafui
El canal [de] Guardafui (en somalí: Marinka Gardafuul) es un estrecho oceánico que se localiza en la punta del Cuerno de África, entre la región de Puntlandia, Somalia, y archipiélago de Socotra, en el oeste del mar Arábigo. Conecta el golfo de Adén, al norte, con el mar Somalí, al sur. Su homónimo es el cabo Guardafui, la verdadera punta del Cuerno de África. Es de interés la laguna de Alula.

## Extensión
Su ancho es de aproximadamente 100 km entre Ras Asir (Gardafuul) y Abd al Kari, y de unos 240 km entre Ras Asir y Socotra. Gardafuul, una provincia de la región semiautónoma de Puntland, lleva su nombre. En su sentido más estricto, Marinka Gardafuul, el canal Guardafui, se refiere al estrecho entre Puntland y Abd al Kuri.

## Nombres
El estrecho oceánico tiene muchos nombres, incluido el de «estrecho de Ras Hafun», que lleva el nombre del cabo Hafun, cerca de la ciudad de Foar, «estrecho Ras Asir-Socotra»,  «estrecho de Cabo Guardafui», «canal Guardafui-Socotra», «canal Guardafui», «canal Cabo Guardafui», «estrecho de Socotra»,   y «paso (o pasaje) de Socotra».

## Historia
El estrecho oceánico ha sido considerado como una trampa potencialmente peligrosa tanto en tiempos de paz como de guerra. Fue una región altamente estratégica durante la Segunda Guerra Mundial. Debido a su posesión por una de las potencias del Eje en ese momento, Italia, los aliados intentaron asegurar el paso a través del estrecho oceánico en la Operación Capítulo. Posteriormente, los aliados decidieron que para continuar con el enrutamiento de barcos y convoyes independientes, se necesitaba cobertura aérea.
El estrecho oceánico también experimenta ciclones que emergen de su sureste en el mar Somalí. Existe una disputa entre el gobierno somalí y Yemen sobre la soberanía de sus islas. La presencia de un archipiélago también ha significado que haya orillas para que los navegantes varados encuentren refugio, lo que en ocasiones ha permitido sus evacuaciones.

## Geografía
Al noroeste, conecta con el golfo de Adén, al noreste con el mar Arábigo y al sur con el mar Somalí.  El pasaje contiene las islas de Abd al Kuri, Darsah y Samhah. Los barcos que pasan por el estrecho usan como ayuda de navegación el faro Francesco Crispi, construido en el cabo Guardafui. En el continente occidental en la costa africana del Cuerno, se encuentran las localidades de Puntite de  Aluula, Ras Filuk, Cape Guardafui, Bereeda, Tohen y Bargal.

### Geología
El extremo septentrional del canal Guardafui se encuentra en el suelo oceánico Oligoceno-Mioceno del  golfo de Adén; aquí las profundidades del agua alcanzan más de 2500 m.  El canal Guardafui, así como la cadena de islas del archipiélago de Socotra, se encuentran en la placa somalí.